# Jack Pierce (maquilleur)
Pour les articles homonymes, voir Jack Pierce et Pierce.
Jack Pierce est un maquilleur américain né le 5 mai 1889 et décédé le 19 juillet 1968. Il est célèbre pour avoir créé le maquillage de Boris Karloff pour le film Frankenstein.

## Filmographie partielle
- 1931 : Dracula de Tod Browning
- 1931 : Frankenstein de James Whale
- 1932 : La Momie (The Mummy) de Karl Freund
- 1932 : Une soirée étrange (The old dark House) de James Whale
- 1933 : L'Homme invisible (The Invisible Man) de James Whale
- 1934 : Le Chat noir (The Black Cat) d'Edgar G. Ulmer
- 1935 : La Fiancée de Frankenstein (Bride of Frankenstein) de James Whale
- 1935 : Le Corbeau (The Raven) de Lew Landers
- 1937 : Alerte la nuit (Night Key) de Lloyd Corrigan
- 1939 : Le Fils de Frankenstein (Son of Frankenstein) de Rowland V. Lee
- 1939 : La Tour de Londres (Tower of London) de Rowland V. Lee
- 1941 : Le Loup-garou (The Wolf Man) de George Waggner
- 1941 : L'Échappé de la chaise électrique (Man Made Monster), de George Waggner
- 1943 : Frankenstein rencontre le loup-garou (Frankenstein meets the Wolf man) de Roy William Neill
- 1943 : Le Fils de Dracula (Son of Dracula) de Robert Siodmak
- 1944 : Le Signe du cobra (Cobra Woman) de Robert Siodmak
- 1944 : La Passion du docteur Hohner (The Climax) de George Waggner
- 1945 : La Maison de Dracula (House of Dracula) d'Erle C. Kenton
- 1945 : L'Oncle Harry (The Strange Affair of Uncle Harry) de Robert Siodmak
- 1946 : Deux nigauds dans le manoir hanté (The Time of their lives) de Charles Barton
- 1947 : L'Œuf et moi (The Egg and I) de Chester Erskine
- 1948 : Jeanne d'Arc de Victor Fleming
- 1960 : Le Voyageur de l'espace (Beyond the time barrier) d'Edgar G. Ulmer